# Feldhandball-Weltmeisterschaft der Frauen 1949
Die 1. Feldhandball-Weltmeisterschaft der Frauen fand vom 25. bis 27. September 1949 in Ungarn statt. Ausrichter war die International Handball Federation (IHF). Weltmeister wurde Gastgeber Ungarn.
Es nahmen vier Mannschaften teil: Frankreich, Österreich, die Tschechoslowakei und Ungarn.

## Vorgeschichte
Die IHF beauftragte den Ungarischen Handballverband während des IHF-Kongresses im Juni 1948 mit einer Weltmeisterschaft.
Es waren folgende Mannschaften angemeldet: Frankreich, die Niederlande, Österreich, Polen, Rumänien, Tschechoslowakei und Ungarn.
Die Mannschaften aus den Niederlanden, Polen und Rumänien nahmen aus unbekannten Gründen nicht teil.
Die französische Delegation hatte Probleme, ihre Visa zu bekommen. Am 20. September, dem Tag der Abreise, hatte sie sie immer noch nicht. Die Abreise verzögerte sich dadurch um 24 Stunden. Im Zug nach Ungarn traf die Delegation die österreichische Mannschaft.
Diese betrachtete sich als Titelverteidigerin, da sie die Teilnahme an den 3. Frauen-Weltspielen im Jahr 1930 als Weltmeisterschaft ansah; die IHF erkannte diesen Titel jedoch nicht an.

## Platzierungsrunde
Gespielt wurde in einer Gruppe „jeder gegen jeden“.
| Pl. | Land             | Sp. | S | U | N | Tore    | Diff. | Punkte |
| --- | ---------------- | --- | - | - | - | ------- | ----- | ------ |
| 1.  | Ungarn           | 3   | 3 | 0 | 0 | 018:60  | +12   | 6      |
| 2.  | Österreich       | 3   | 2 | 0 | 1 | 013:100 | +3    | 4      |
| 3.  | Tschechoslowakei | 3   | 1 | 0 | 2 | 07:90   | −2    | 2      |
| 4.  | Frankreich       | 3   | 0 | 0 | 3 | 06:190  | −13   | 0      |

| Sonntag, 25. September 1949 | Österreich         | 2 : 7   | Ungarn | Előreplatz, Budapest Zuschauer: 5.000 |
| Sonntag, 25. September 1949 | Ocwirk & Bauma (1) | (1 : 3) |        | Előreplatz, Budapest Zuschauer: 5.000 |
| Sonntag, 25. September 1949 |                    |         |        | Előreplatz, Budapest Zuschauer: 5.000 |

| Sonntag, 25. September 1949 17:00 Uhr | Frankreich | 2 : 4 | Tschechoslowakei |  |
| Sonntag, 25. September 1949 17:00 Uhr | (1 : 4)    |       |                  |  |
| Sonntag, 25. September 1949 17:00 Uhr |            |       |                  |  |

| Montag, 26. September 1949 | Österreich               | 3 : 2   | Tschechoslowakei       | Előreplatz, Budapest Zuschauer: 2.000 Schiedsrichter: Garamvölgyi |
| Montag, 26. September 1949 | Ocwirk (2), Drapella (1) | (2 : 1) | Blahova & Pokorova (1) | Előreplatz, Budapest Zuschauer: 2.000 Schiedsrichter: Garamvölgyi |
| Montag, 26. September 1949 |                          |         |                        | Előreplatz, Budapest Zuschauer: 2.000 Schiedsrichter: Garamvölgyi |

| Montag, 26. September 1949 | Frankreich | 3 : 7  | Ungarn        |  |
| Montag, 26. September 1949 |            | (2: 3) | Madeleine (6) |  |
| Montag, 26. September 1949 |            |        |               |  |

| Dienstag, 27. September 1949 | Ungarn | 4 : 1 | Tschechoslowakei | Béke téri Stadion, Budapest |
| Dienstag, 27. September 1949 | (3: 1) |       |                  | Béke téri Stadion, Budapest |
| Dienstag, 27. September 1949 |        |       |                  | Béke téri Stadion, Budapest |

| Dienstag, 27. September 1949 | Frankreich | 1 : 8   | Österreich                                     | Béke téri Stadion, Budapest Zuschauer: 3.500 Schiedsrichter: ? |
| Dienstag, 27. September 1949 |            | (1 : 2) | Zaworka (4), Jantsch, Iwan, Ocwirk & Bauma (1) | Béke téri Stadion, Budapest Zuschauer: 3.500 Schiedsrichter: ? |
| Dienstag, 27. September 1949 |            |         |                                                | Béke téri Stadion, Budapest Zuschauer: 3.500 Schiedsrichter: ? |

## Mannschaften
Quelle: 

### Die Weltmeistermannschaft 1949: Ungarn
Quelle: 
Balázs Judit, Bártfay Jenőné, Gorencz Hedvig, Hámori Ilona, Kardos Gézáné, Kerezsi Márta, Kiss Magda, Laurinyecz Katalin, Lesták Mária, Molnár Mária, Solymosi  Margit, Somlai Edit, Szengovszky Lászlóné, Várady Andorné
Trainer: Schäffer Gusztáv

### Österreich
Hermine Bauma, Hertha Behaczek, Alice Chvosta, Herta Czech, Herma Drapella, Mimi Hausner, Anni Hösch, Margarete Iwan, Herma Jantsch, Gertrude Lechner, Anna Musil, Margarete Navratil, Martha Ocwirk, Grete Sulzbacher, Elli Zaworka

### Tschechoslowakei
Kveta Bastova, Bozena Blahova, Nadezda Hemrova, Heussova, Zdena Jilkova, Vlasta Kasalova, Bohuslava Kebertova, Jirina Lokvencova, Kveta Mikanova, Jirina Nozirova, Vlasta Pokorova, Preussova, Jarmila Sedlinska, Simonova, Alena Zouzalova

### Frankreich
- C.S.M. Livry-Gargan: Odette Boettcher
- Strasbourg E. C.: Marguerite Duboisset
- Fémina Sport Paris: Geo Fischer, Christiane Gerstner Marguerite Guenerin, Marie-Rose Roussarie
- École Simon Siégel: Monique Hédouin, Jeanine Marie, Arlette Regnard, Simonne Tarlet, Paulette et Raymonde Wolffs
- Amiens Sports: Micheline Maisons-Pruvost
- Poitiers E. C.: Michèle Naudon
- US Métro: Christiane Thalamy
- Trainer: M. Ricard
- Präsident: Charles Petit-Montgobert